# Kilwi (Baden)
Kilwi oder auch Kilbi wird in einigen Gegenden von  Südbaden, insbesondere im Schwarzwald, das Fest der Kirchweih genannt. Es beginnt jährlich am dritten Wochenende des Oktobers in der Nacht zum Sonntag und endet am darauf folgenden Dienstag.

## Bräuche
In der Gegend des oberen Bregtals (Furtwangen und Vöhrenbach) sowie in den angrenzenden Gemeinden wird in der Nacht von Samstag auf Sonntag durch ein großes Feuer aus Reisig und Holz der Beginn der Kilwi eingeläutet. Diese Feuer werden meist von größeren Gruppen oder Familien in der vorigen Woche aufgebaut und bei Anbruch der Dunkelheit angezündet. Die 2 bis 10 m großen Feuer brennen oftmals bis spät in die Nacht. Traditionell werden an Kilwi Kilwiküchle, das sind dünne, aus heißem Fett ausgezogene Teigplatten, gebacken und meist schon während des Feuers und an den darauf folgenden Tagen gegessen.
Am Kilwiabend wandern zudem Gruppen von Kindern singend um die Häuser, wofür sie Geld und Süßigkeiten bekommen. Sie singen das Lied:
| Dialekt | Übersetzung |
| --- | --- |
| Hit isch Kilwi, morge n’isch Kilwi bis am Zischdig Owä, wenn i zue dä Elisabeth kumm [gang], no sag i guädtä n’Owä. Guädtä n’Owä Elisabeth, sag mir, wo dii Bettstatt steht. [Hindterm Ofe an de Wand, Kiächli bache isch kei Schand!] | Heute ist Kilwi, morgen ist Kilwi bis am Dienstagabend, wenn ich zur Elisabeth komme [gehe], dann sage ich „Guten Abend“. Guten Abend Elisabeth, sag mir, wo dein Bett steht. [Hinterm Ofen an der Wand, Küchlein backen ist keine Schande!] |

Jugendliche zwischen 12 und 16 Jahren spielen in der Nacht oft Streiche. So werden z. B. ab 22 Uhr Türklingeln mit Tesafilm festgeklebt oder Autos, Gartenzäune etc. mit Klopapier umwickelt bzw. wird sonstiger Schabernack getrieben.

## Entstehung
Die Kilwifeuer haben eine ganz ähnliche Geschichte wie die norddeutschen Kartoffelfeuer. Um am dafür am besten geeigneten Tag Holz aus dem Wald zu gewinnen, musste erst einmal das störende Reisig und Kleinholz entfernt werden. Dies geschah meist um Kirchweih. Die Holzreste wurden dann auf großen Feuern verbrannt, wodurch der Brauch entstand.
In der Furtwanger Stadtchronik aus dem Jahre 2004 wird eine andere Entstehungsvariante geschildert.